# Madrid (Maine)
Madrid ist eine unincorporated community im Unorganized Territory East Central Franklin, im Franklin County des Bundesstaates Maine in den Vereinigten Staaten. Bis zum Jahr 2000 war das Gebiet als Town organisiert.

## Geografie
Nach dem United States Census Bureau hatte Madrid eine Gesamtfläche von 108,2 km², von denen 108,1 km² Land sind und 0,1 km² aus Gewässern bestehen.

### Geografische Lage
Madrid liegt zentral im Franklin County. Der Sandy River, ein Nebenfluss des Kennebec Rivers, fließt in südlicher Richtung zentral durch das Gebiet. Die Oberfläche des Gebietes ist hügelig. 

### Nachbargemeinden
Alle Entfernungen sind als Luftlinien zwischen den offiziellen Koordinaten der Orte aus der Volkszählung 2010 angegeben.
- Norden und Osten: East Central Franklin
- Süden: Phillips, 7,7 km
- Nordwesten: Sandy River Plantation, 10,1 km

### Stadtgliederung
In Madrid gab es mehrere Siedlungsgebiete: East Madrid, Madrid, Perham Junction (ehemalige Eisenbahnstation), Reeds und Sanders (oder Sanders Mills, ehemalige Eisenbahnstation).

### Klima
Die mittlere Durchschnittstemperatur in Madrid liegt zwischen −12,2 °C (10 °Fahrenheit) im Januar und 16,7 °C (62 °Fahrenheit) im Juli. Damit ist der Ort gegenüber dem langjährigen Mittel der USA um etwa 9 Grad kühler. Die Schneefälle zwischen Oktober und Mai liegen mit bis zu zweieinhalb Metern mehr als doppelt so hoch wie die mittlere Schneehöhe in den USA; die tägliche Sonnenscheindauer liegt am unteren Rand des Wertespektrums der USA.

## Geschichte
Das Gebiet wurde ab 1807 besiedelt. Zu den ersten Besitzern des Gebietes gehörte Herr Phillips, der es an Jacob Abbot verkaufte. Zu den ersten Siedlern gehörten Abel Cook, David Rose, John Sargent, Lemuel Plummer, Miller Hinckley, Joseph Dunham, Ebenezer Cawkins und Nathaniel Wells. Als Town wurde das Gebiet am 29. Januar 1836 organisiert. Zuvor war es bekannt als Township No. 1, First Range West of Bingham's Kennebec Purchase (T1 R1 WBKP).
Am 1. Juli 2000 gab die Town ihren Status auf, weil sie nicht in der Lage war, die Kosten einer organisierten Town zu tragen.

### Einwohnerentwicklung
| Volkszählungsergebnisse – Ehemalige Town of Madrid, Maine | Volkszählungsergebnisse – Ehemalige Town of Madrid, Maine | Volkszählungsergebnisse – Ehemalige Town of Madrid, Maine | Volkszählungsergebnisse – Ehemalige Town of Madrid, Maine | Volkszählungsergebnisse – Ehemalige Town of Madrid, Maine | Volkszählungsergebnisse – Ehemalige Town of Madrid, Maine | Volkszählungsergebnisse – Ehemalige Town of Madrid, Maine | Volkszählungsergebnisse – Ehemalige Town of Madrid, Maine | Volkszählungsergebnisse – Ehemalige Town of Madrid, Maine | Volkszählungsergebnisse – Ehemalige Town of Madrid, Maine | Volkszählungsergebnisse – Ehemalige Town of Madrid, Maine |
| Jahr                                                      | 1800                                                      | 1810                                                      | 1820                                                      | 1830                                                      | 1840                                                      | 1850                                                      | 1860                                                      | 1870                                                      | 1880                                                      | 1890                                                      |
| --------------------------------------------------------- | --------------------------------------------------------- | --------------------------------------------------------- | --------------------------------------------------------- | --------------------------------------------------------- | --------------------------------------------------------- | --------------------------------------------------------- | --------------------------------------------------------- | --------------------------------------------------------- | --------------------------------------------------------- | --------------------------------------------------------- |
| Einwohner                                                 |                                                           |                                                           |                                                           |                                                           | 368                                                       | 404                                                       | 491                                                       | 394                                                       | 437                                                       | 441                                                       |
| Jahr                                                      | 1900                                                      | 1910                                                      | 1920                                                      | 1930                                                      | 1940                                                      | 1950                                                      | 1960                                                      | 1970                                                      | 1980                                                      | 1990                                                      |
| Einwohner                                                 | 326                                                       | 264                                                       | 258                                                       | 207                                                       | 214                                                       | 162                                                       | 108                                                       | 107                                                       | 178                                                       | 178                                                       |
| Jahr                                                      | 2000                                                      | 2010                                                      | 2020                                                      | 2030                                                      | 2040                                                      | 2050                                                      | 2060                                                      | 2070                                                      | 2080                                                      | 2090                                                      |
| Einwohner                                                 | 173                                                       |                                                           |                                                           |                                                           |                                                           |                                                           |                                                           |                                                           |                                                           |                                                           |

## Kultur und Sehenswürdigkeiten

### Bauwerke

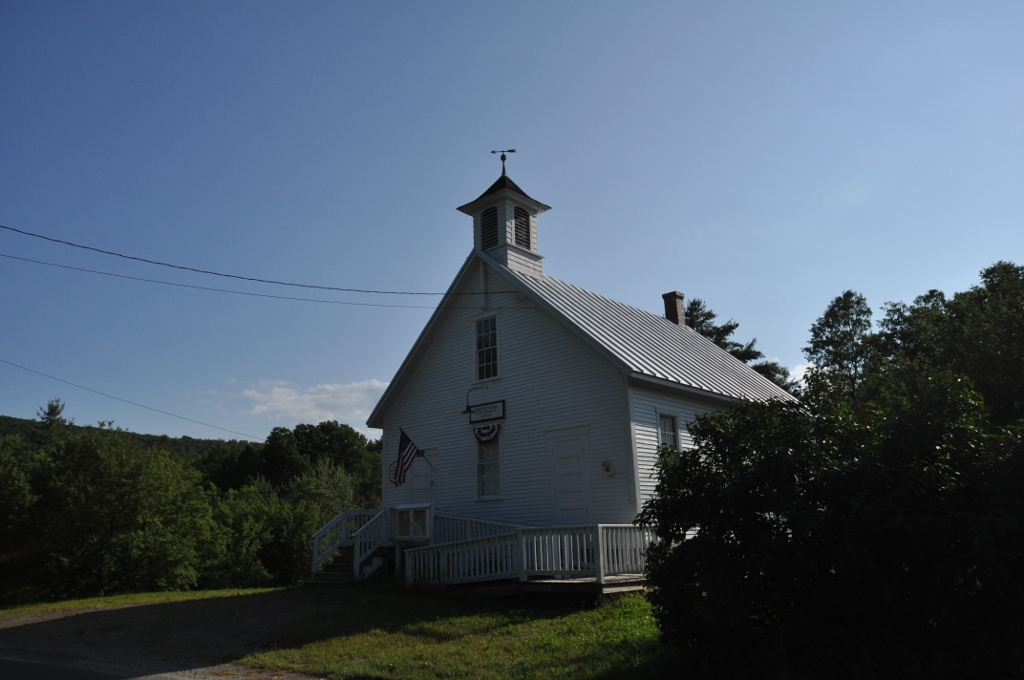
Madrid Village Schoolhouse

In Madrid wurde 1995 das Madrid Village Schoolhouse unter Denkmalschutz gestellt und  unter der Register-Nr. 95001460 ins National Register of Historic Places aufgenommen.
Das Madrid Village Schoolhouse wurde 1872 erbaut und diente bis zum Jahr 1959 als Schulgebäude. Zuletzt mit Klassen ab dem Kindergarten bis zum 4. Schuljahr. Es ist eines der wenigen zweigeschossigen Schulgebäude. Nach der Schließung der Schule wurde das Gebäude von der Verwaltung der Town genutzt, auch für Wahlen. Nachdem Madrid deorganisiert wurde, ging das Gebäude in die Hände der Madrid Historical Society über.

## Wirtschaft und Infrastruktur

### Verkehr
Die Maine State Route 4 führt in nordsüdlicher Richtung durch das Gebiet.

### Öffentliche Einrichtungen
In Madrid gibt es kein Gesundheitszentrum. Nächstgelegene Gesundheitszentren und Krankenhäuser befinden sich in Farmington.
Madrid besitzt keine eigene Bücherei. Die nächstgelegene befindet sich in Phillips.

### Bildung
Seit Madrid deorganisiert ist, gehört es keinem Schulbezirk mehr an. Zuvor gehörte es zusammen mit Avon, Kingfield, Phillips und Strong zur Regional School Union 58/Maine School Administrative District 58.
Im Schulbezirk werden folgende Schulen angeboten:
- Mount Abram High School in Salem Township im Unorganized Territory East Central Franklin
- Kingfield Elementary School in Kingfield
- Phillips Elementary School in Phillips
- Strong Elementary School in Strong